# بوهموند چهارم انطاکیه
بوهموند چهارم انطاکیه (انگلیسی: Bohemond IV of Antioch) همچنین شناخته شده به عنوان یک چشم، فرمانروای شاهزاده‌نشین انطاکیه از پایگاه‌های صلیبیون بین سال‌های ۱۲۰۱ و ۱۲۰۵ و مجدداً از ۱۲۰۸ تا ۱۲۱۶ و دو بار از ۱۲۱۹ تا زمان مرگش بود، او همچنین از ۱۱۸۷ کنت طرابلس بود. بوهموند در جنگ صلیبی پنجم مشارکت داشت

## زندگی
بوهموند چهارم فرزند بوهموند سوم انطاکیه از همسر اول او اورگیلوس هارنس بود، در ۱۲۰۱ بر سر جانشینی او در انطاکیه اختلاف به وجود آمد، تا قبل از آن نوهٔ ریموند انطاکیه توسط بسیاری به عنوان جانشین در نظر گرفته شده بود.